# Wypychów (Kadłub Wolny)
Wypychów – przysiółek wsi Kadłub Wolny w Polsce położony w województwie opolskim, w powiecie oleskim, w gminie Zębowice.
W latach 1975–1998 przysiółek administracyjnie należał do ówczesnego województwa opolskiego.